# فرودگاه ساکرامنتو
فرودگاه ساکرامنتو (به انگلیسی: Sacramento Mather Airport) یک فرودگاه همگانی بهره‌برداری هوایی با کد یاتا MHR است که یک باند فرود آسفالت و بتن دارد و طول باند آن ۳۴۴۵ متر است. این فرودگاه در شهر ساکرامنتو کشور ایالات متحده آمریکا قرار دارد و در ارتفاع ۲۹ متری از سطح دریا واقع شده است.